# Lazar Wechsler
Lazar Wechsler (ur. 28 czerwca 1896 r. w Piotrkowie Trybunalskim, zm. 8 sierpnia 1981 r. w Zurychu) – szwajcarski producent filmowy pochodzenia polsko-żydowskiego, producent m.in. nagrodzonego Oscarem za najlepszy scenariusz Po wielkiej burzy (1948).